# Furry fandom

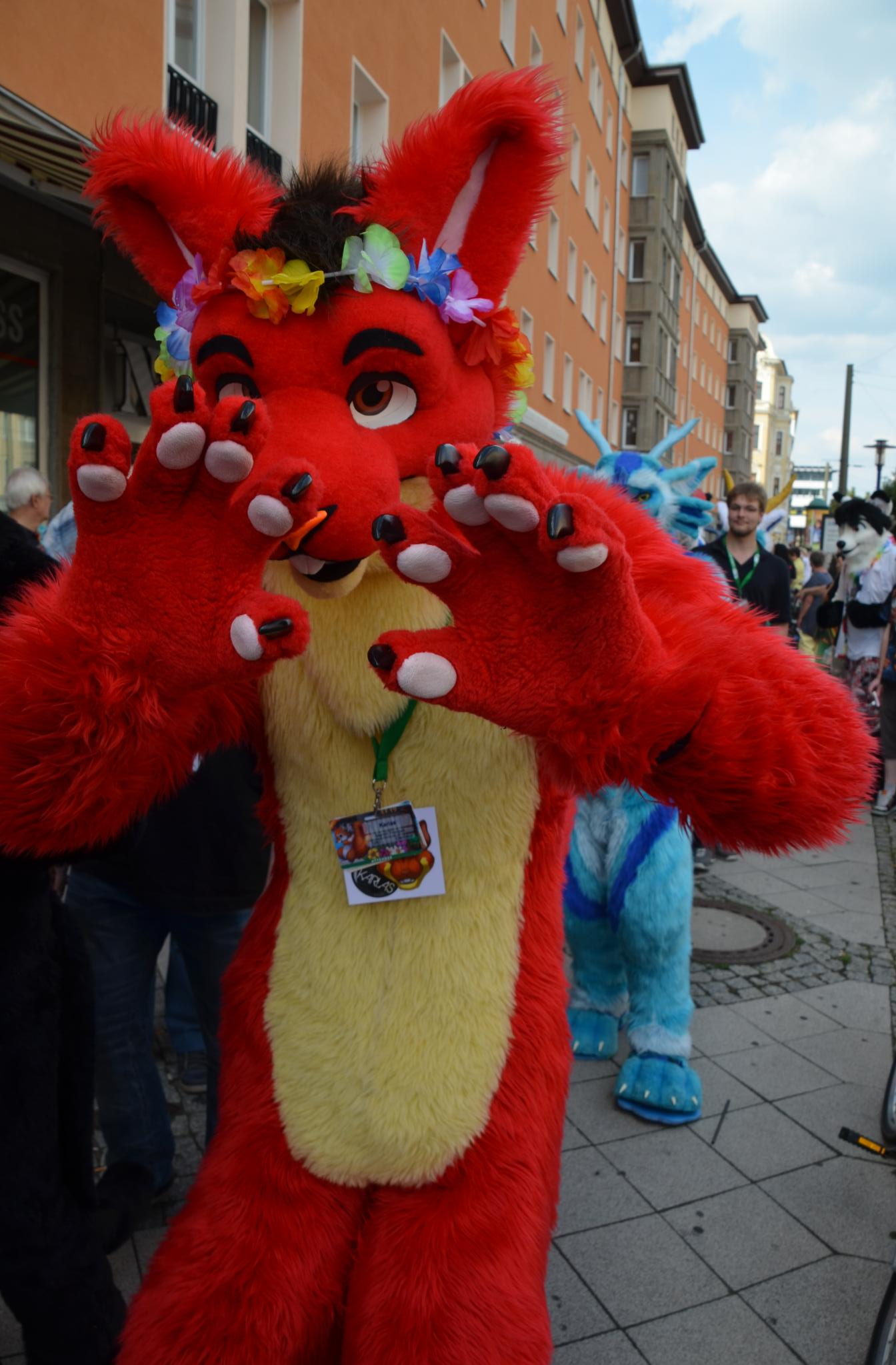
Desfile furry con motivo del Eurofurence 19 en Magdeburgo, Alemania.

El furry fandom (acortado también como furdom; traducido como 'afición peluda') es una subcultura basada en el gusto por los animales antropomórficos (animales con características humanas, tales como caminar, hablar, vestirse, etcétera), así como al contenido que incluye o gira en torno a estos, ya sean novelas, libros, cómics, programas animados, videos o arte en general. A quienes forman parte de este fandom se les denomina furros o furries.
Si bien el interés y la representación de animales antropomórficos se observa en el ser humano desde las primeras civilizaciones, el término furry surge en una convención de ciencia ficción en el año 1980, cuando, según el historiador en cómics y novelas, Fred Patten, se creó un debate por un personaje del cómic Albedo Anthropomorphics de Steve Gallacci.
Con los primeros miembros de esta subcultura en línea surgió la idea de llevar este movimiento a convenciones íntegramente dedicadas a este tema; son llamadas furcon (contracción de las palabras inglesas furry convention), donde asisten artistas, furries disfrazados (conocidos como fursuiters), seguidores de la subcultura y espectadores. 
El contenido furry es considerado controversial por algunos debido a los aspectos sexuales del mismo y acusaciones de promover zoofilia.

## Historia
Según el historiador Fred Patten, el concepto de furry se originó en la Convención Mundial de Ciencia Ficción llevada a cabo en Boston en 1980, cuando un dibujo de personajes de Albedo Anthropomorphics, de Steve Gallacci, inició una discusión sobre personajes antropomórficos y animales en las novelas de ciencia ficción. Esto llevó a la formación de un grupo de discusión que se reunió en convenciones de ciencia ficción y convenciones de cómics.
El término específico furry fandom estaba siendo utilizado en los fanzines desde 1983, y se había convertido en el nombre estándar para el género a mediados de la década de 1990, cuando se definió como «la apreciación organizada y la difusión del arte y la prosa con respecto a furries, o caracteres ficticios antropomorfos de mamíferos». Sin embargo, los fanes consideran que los orígenes del furry fandom son mucho más tempranos, con obras de ficción como Kimba, The White Lion, lanzado en 1965, la novela de Richard Adams, Watership Down, publicada en 1972 (y su adaptación cinematográfica de 1978, Robin Hood), la película de The Tale of the Fox, creada en 1930, basada en los cuentos de Renard the Fox, y algunos otros ejemplos frecuentemente citados. 
Durante la década de 1980, los fanáticos comenzaron a publicar fanzines, desarrollando un grupo social diverso que en algún momento comenzó a programar reuniones sociales. Para 1989, había suficiente interés para organizar la primera convención furry. A lo largo de la siguiente década, Internet se hizo accesible a la población en general y se convirtió en el medio más popular para los aficionados para socializar. El newsgroup alt.fan.furry fue creado en noviembre de 1990 y entornos virtuales como MUCKs también se convirtieron en lugares populares en Internet para que los fanes se conocieran y se comunicaran.

## Definición
El furry es un género fantástico (a veces definido como un metagénero) donde aparecen animales de la vida real o animales fantasiosos con forma humana (antropomorfos) que poseen ciertas características o dotes particulares: son conscientes de su existencia, pueden esbozar diversas expresiones faciales, poseen la capacidad de hablar, caminar sobre dos piernas y en la mayoría de los casos usan ropa o accesorios. El furry, puede ser apreciado en la literatura, cinematografía, historieta, videojuegos, juegos de rol, pintura, escultura, obras teatrales y, sobre todo, en la mitología y relatos antiguos. También podemos ver las influencias de este género fuera del entretenimiento y la literatura, al ser parte de universidades (como mascotas deportivas), en marcas comerciales e incluso en logotipos empresariales.
Otros términos para estos tipos de personajes son funny animal (animal gracioso), talking animal (animal parlante) o kemono en Japón, aunque entre estos hay diferencias sutiles en su significado dada la pluralidad de dialectos.
Los miembros de esta subcultura son conocidos como furry fans, furries, furris, furros o simplemente furs, todos derivados de la palabra furry que en inglés significa peludo.

## Furmeets
Una furmeet (del inglés fur, pelaje, y meet, encuentro, conocer, y cuya posible castellanización sería furmit o furnión) es una pequeña reunión de furries, es una actividad popular dentro de esta subcultura, se suele hacer una pequeña reunión en la cual esta sirve para conocer a otras personas del fandom o subcultura, en estas se realizan actividades como concursos, charlas o juegos.

## Fursuits
Un fursuit (del inglés fur, pelaje, y suit, traje) es un disfraz de animal asociado con el furry fandom y la fursona del propio portador. Pueden ir desde una simple cola y orejas hasta disfraces de cuerpo completo refrigerados por ventiladores a pilas parecidos a los disfraces de mascotas deportivas. La acción de usar un fursuit en inglés se llama fursuiting.
Los dueños de estos disfraces, conocidos como fursuiter, pueden gastar desde menos de 100 hasta miles de dólares en un fursuit, dependiendo de la complejidad del diseño y de los materiales usados. Estos trajes usualmente se venden en convenciones, con fursuit makers, o por internet como subasta o comisión. Muchos furries hacen su propio fursuit, guiándose con tutoriales de internet o de consejos de grupos de noticias. Debido a la delicadeza de los trajes, muchos de ellos requieren tratamiento especial al lavarse. Algunos incluso solo pueden recibir una limpieza en seco, por su delicado pelaje.
El fursuit típico es el de cuerpo completo, que consiste de una cabeza, patas delanteras (manos), patas traseras (pies) y un cuerpo con una cola; en algunos casos, la cola se sujeta con un cinturón y sale por un agujero en la parte trasera del disfraz. Muchos fursuits incluyen algún relleno especial debajo para darle al personaje su forma deseada (especialmente en personajes altos o de un sexo en particular).
Un fursuit parcial incluye lo mencionado previamente, salvo el cuerpo. Esto permite que se pueda utilizar ropa común, u otro disfraz diferente, junto con patas, cabeza, y cola. En disfraces parciales, la cola suele estar unida a un cinturón, y los brazos y piernas tienen mangas que pueden llegar hasta los hombros o pelvis, respectivamente.
Recientemente, se ha elaborado un tercer tipo de traje, el disfraz tres cuartos, el cual incluye cabeza, brazos y pantalones hechos para que parezcan piernas, cola, y pies del animal, lo cual es útil para personajes que solo usan camiseta.
Algunos fursuit pueden llegar a tener algún tipo de sistema de ventilación interna para la comodidad de quien lo utiliza, pero es muy poco utilizado en trajes actuales.

## Fursona

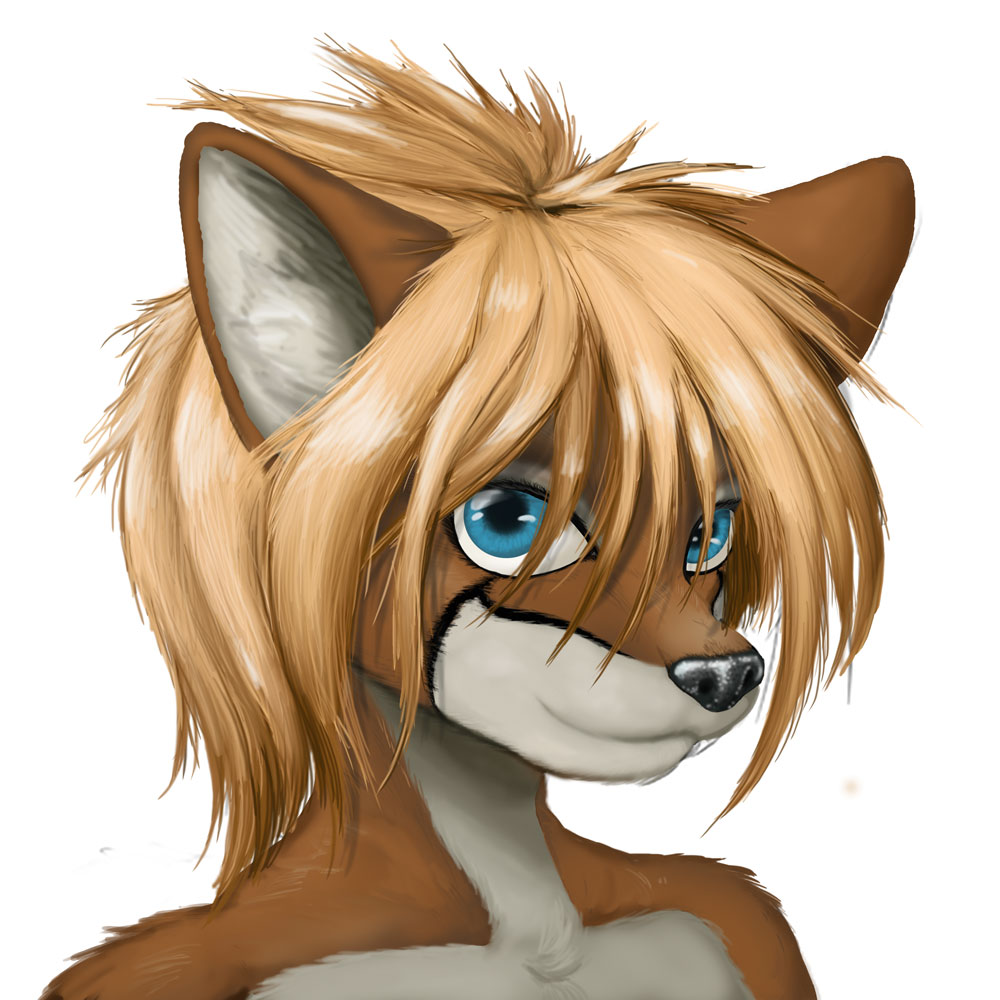
Dibujo de una zorra antropomórfica, un personaje de estilo furry.

La fursona (del inglés fur, pelaje, y del latín persona, persona) hace referencia a un personaje o identidad asumida por una persona asociada con el furry fandom. Las fursonas suelen ser animales o criaturas antropomórficos de cualquier especie real o fantástica (la creación de una fursona, al ser parte de una cultura fantasiosa, no tiene límites o reglas algunas, no se mide por principios de la lógica ni la realidad), por lo tanto podemos encontrar un tigre morado, un ave con cuernos o un perro con cola de un reptil, o simplemente un animal común con los colores o rasgos que la persona que diseña su fursona quiere que tenga. 
La elección del animal base o los animales que formarán a la fursona en un principió se basó en la elección por similitud de comportamiento entre el animal en sí y la persona a la que representa, buscando crear un alter-ego de la misma. Actualmente, si bien el principio básico se mantiene inconscientemente, las personas que crean una fursona (no necesariamente se tienen que sentir identificados)hacen a partir de su creatividad y sus gustos hacia diferentes animales, dándole una personalidad y carácter, pero sin buscar una significación más profunda o fundamentada.

## Convenciones

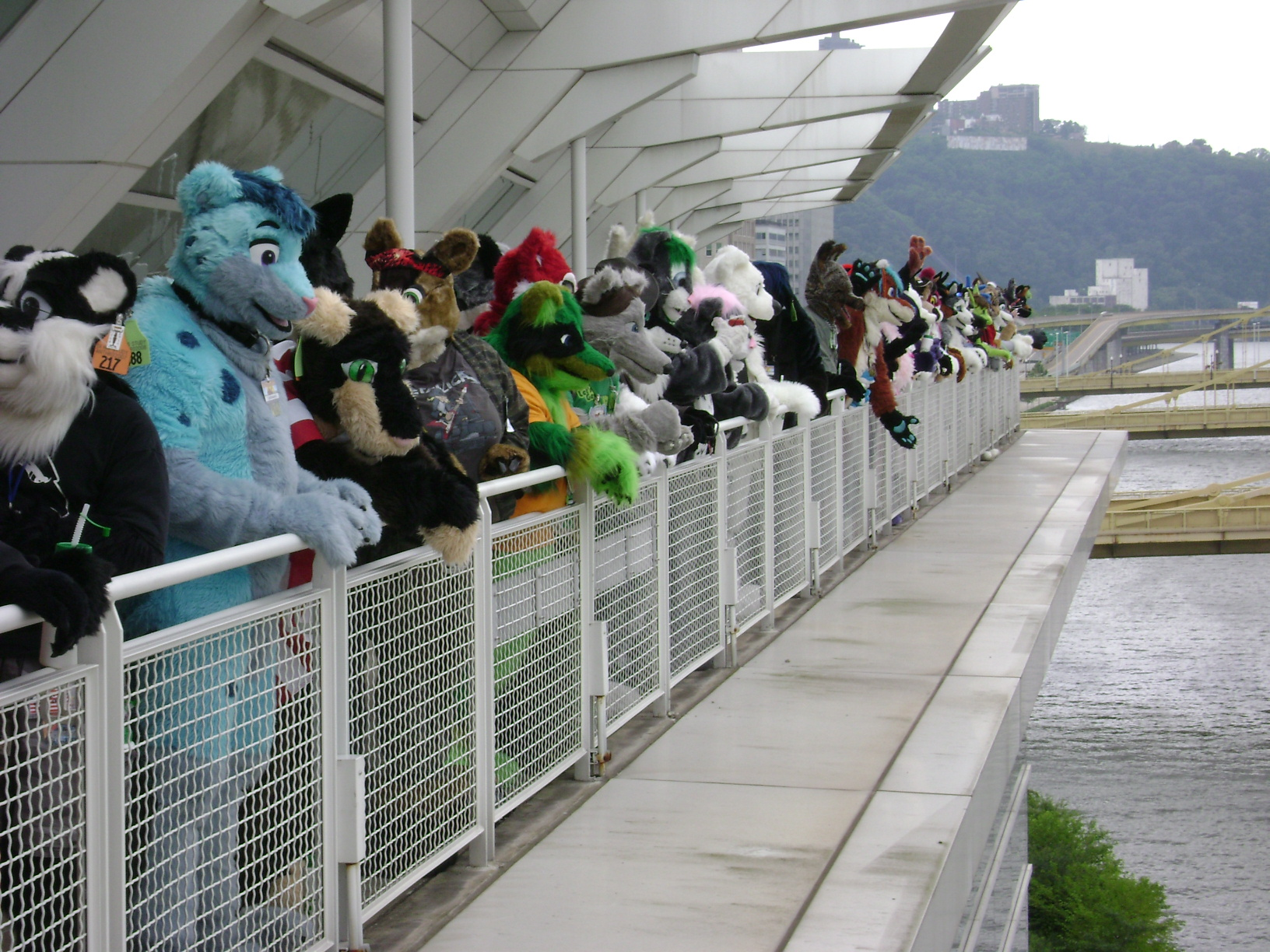
Desfile de fursuits en la convención Anthrocon 2008.

Una convención furry es un encuentro formal de los miembros del furry fandom. Estas convenciones les dan a los fanes un espacio para reunirse, intercambiar ideas, realizar negocios y participar en actividades de entretenimiento y recreación centradas en el concepto del furry fandom. Habiendo surgido en California, Estados Unidos, a mediados de los años 1980, actualmente se realizan más de 25 convenciones furry anualmente en todo el mundo, la mayoría de ellas en América del Norte y Europa.
Las convenciones furry comenzaron a mediados de 1986, con fiestas en convenciones populares de ciencia ficción, tales como Westercon y BayCon en la Bahía de San Francisco. Con el tiempo, estas fiestas se separaron para transformarse en convenciones propias, comenzando con ConFurence en 1989. La asistencia a las convenciones furry ha ido aumentando; durante el período 2000-2006, se ha duplicado el número de convenciones, la asistencia total a estas, y el tamaño máximo de una convención.[cita requerida]
En varias convenciones se realizan subastas y otros eventos para recaudar fondos, los cuales son destinados a organizaciones relacionadas al cuidado de animales. Further Confusion, por ejemplo, ha recaudado más de US$ 62.000 durante los nueve años que ha existido, mientras que Anthrocon ha superado los US$ 66.000 desde 1997.[cita requerida]
Durante los años 2010 y 2011, un grupo de furries dirigidos por Zendaya Castellar ha recaudado alrededor de US$ 4.000 en pequeñas convenciones. Existen además pequeñas organizaciones sin fines de lucro desarrolladas por los mismos furries, con el fin de utilizar sus fursuits para labores de terapia en hospitales o clínicas, por ejemplo con niños con alguna clase de discapacidad.
Las convenciones furry a veces comienzan como furmeets (pequeñas reuniones), donde grupos de fanes locales se encuentran en un lugares y fechas establecidas. Mientras la comunidad local va creciendo, estos grupos realizan eventos que atraen la atención de fanes, furries, artistas y vendedores. Otras convenciones surgen como consecuencia de eventos descontinuados; por ejemplo, Califur fue fundada en 2004, siguiendo a la última ConFurence en 2003, de modo que siguiera habiendo una convención furry en la Cuenca de Los Ángeles.
Gracias a la gran cantidad de miembros interesados, se han podido crear varias convenciones furry anuales alrededor del mundo, siendo la más grande de ellas la Anthrocon, realizada en junio en Pittsburgh, Pensilvania. Further Confusion (también llamada Furcon), realizada en enero en San José, California, es casi igual de grande. En el 2019, se esperan realizar alrededor de 106 convenciones en todo el mundo, un número que creció mucho año a año, teniendo como referencia que en el año 2006 se realizaron 19 de estas a nivel global y el número total de asistentes superó los 9905. La primera convención furry, ConFurence, no se realiza ya, pues fue reemplazada por Califur.
| N.º | Nombre                   | País           | Ubicación                             | N.º de asistentes |
| --- | ------------------------ | -------------- | ------------------------------------- | ----------------- |
| 1   | Midwest FurFest          | Estados Unidos | Rosemont, Illinois                    | 10 989 (2018)     |
| 2   | Anthrocon                | Estados Unidos | Pittsburgh, Pensilvana                | 9358              |
| 3   | Biggest Little Fur Con   | Estados Unidos | Reno, Nevada                          | 5692              |
| 4   | Furry Weekend Atlanta    | Estados Unidos | Atlanta, Georgia                      | 5645              |
| 5   | Furry Fiesta             | Estados Unidos | Dallas, Texas                         | 4844              |
| 6   | Further Confusion        | Estados Unidos | San José, California                  | 3850              |
| 7   | Megaplex                 | Estados Unidos | Orlando, Florida                      | 3617              |
| 8   | Eurofurence              | Alemania       | Berlín                                | 3412              |
| 9   | DenFur                   | Estados Unidos | Denver, Colorado                      | 2735              |
| 10  | Confuror                 | México         | Guadalajara, Jalisco                  | 2468              |
| 11  | Anthro New England       | Estados Unidos | Boston, Massachusetts                 | 2251              |
| 12  | Furnal Equinox           | Canadá         | Toronto, Ontario                      | 2242              |
| 13  | ConFuzzled               | Reino Unido    | Birmingham                            | 2116              |
| 14  | Motor City Furry Con     | Estados Unidos | Novi, Míchigan                        | 1611              |
| 15  | FurryPinas               | Filipinas      | Manila                                | 1542 (2018)       |
| 16  | Fur the 'More            | Estados Unidos | Tysons Corner, Virginia               | 1487              |
| 17  | IndyFurCon               | Estados Unidos | Indianápolis, Indiana                 | 1412 (2018)       |
| 18  | Furpocalypse             | Estados Unidos | Cromwell, Connecticut                 | 1391 (2018)       |
| 19A | Furrydelphia             | Estados Unidos | King of Prussia, Pensilvana           | 1332              |
| 19B | Japan Meeting of Furries | Japón          | Toyohashi, Prefectura de Aichi, Japón | 1332              |
| 20  | AnthrOhio                | Estados Unidos | Columbus, Ohio                        | 1261              |
| 21  | Golden State Fur Con     | Estados Unidos | Irvine, California                    | 1230              |